# Leja
Leja je  žensko osebno ime.

## Izvor imena
Ime Leja je različica imena Lea.

## Pogostost imena
Po podatkih Statističnega urada Republike Slovenije je bilo na dan 31. decembra 2007 v Sloveniji število ženskih oseb z imenom Leja: 485.

## Osebni praznik
V koledarju je ime Leja skupaj z Leo; god praznuje 22. marca.